# (46722) Ireneadler
(46722) Ireneadler est un astéroïde de la ceinture principale.

## Description
(46722) Ireneadler est un astéroïde de la ceinture principale. Il fut découvert le 2 septembre 1997 à l'Observatoire d'Ondřejov par Petr Pravec et Lenka Šarounová. Il présente une orbite caractérisée par un demi-grand axe de 3,06 UA, une excentricité de 0,03 et une inclinaison de 8,8° par rapport à l'écliptique.

## Compléments